# 陳綢
陳綢（1930年—2022年7月30日），臺灣臺中州新高郡魚池庄（今南投縣魚池鄉共和村）人，鸞生、慈善家，多年在埔里鎮幫助弱勢家庭與兒少，開設陳綢少年家園幫助行為偏差青少年。

## 生平

### 立志行善
陳綢是魚池鄉共和村長寮尾人，兩歲喪母，三歲時因家貧被送到埔里作養女。十五歲時養父過世，妹妹才五歲，弟弟更只有十一個月大，加上養母身體不好，使得陳綢為養家還會半夜去偷甘藷。
長大後，陳綢生有七位小孩，但三個分別在四歲、四個月、四十天後病逝。她還有一個兒子在十八歲時自殺。她誤以為埔里基督教醫院只照顧原住民，三個兒子因此錯過治病良機。她嘗試跟有錢的鄰居借錢，但被對方拒絕，小孩因此得不到救助而死。
至三十六歲時，陳綢被診斷出大腸癌腫瘤，便向菩薩祈求發願終生行善。當時她在埔里關刀山凌霄殿養病時，食用教友推薦的草藥之後，病情竟然逐漸好轉。在病受控後，從此虔誠地茹素並供奉菩薩，在埔里山區修行。她認為神明讓她活著，便是要她多做善事。
在良善堂觀音廟修行時，陳綢為還錢便做粿、包粽子來還債。她以一斤五角的價格還起小時候偷甘藷的錢，為面子還騙稱是別人把錢託她代為償還。

### 建立良顯堂
陳綢除以乩身身分服務之外，開始走向宗教外的公領域社會工作。1974年，陳綢在丈夫林有海的自宅創立玉清宮良顯堂，位於埔里鎮進出要道中山路旁巷內。在家人和幾位鄰居協助下，良顯堂發展出三個主要社區方向，一是義賣食物的做粿班，二是照顧病人的義工班，三是休閒娛樂的國樂班。其中義賣食物的食材由信徒發心提供，還有信徒會開車到合歡山採割回來作包粿的葉片。由於良顯堂講究衛生條件，每逢節慶、新居落成、結婚等，許多埔里鎮民都會來此預約，1993年報導可生意好的時候一次可高達一、二十萬元。陳綢用這些被稱為「善心糕」的錢，在埔里地區各學校成立獎學金，幫助清寒子弟求學、出國深造。1994年10月2日，陳綢得台中家扶中心第二屆金扶獎時，給家扶中心捐款已達一百九十四萬三千元。
陳綢幫助過的孩童、少年日後多半認她作義女、義子。這些人在長大事業有成後會逢年過節送紅包表孝心，成了陳綢行善的經濟來源之一。如1999年9月14日，陳綢捐出她個人供養金七十一萬元給埔里基督教醫院。

### 輔導青少年與支援震災

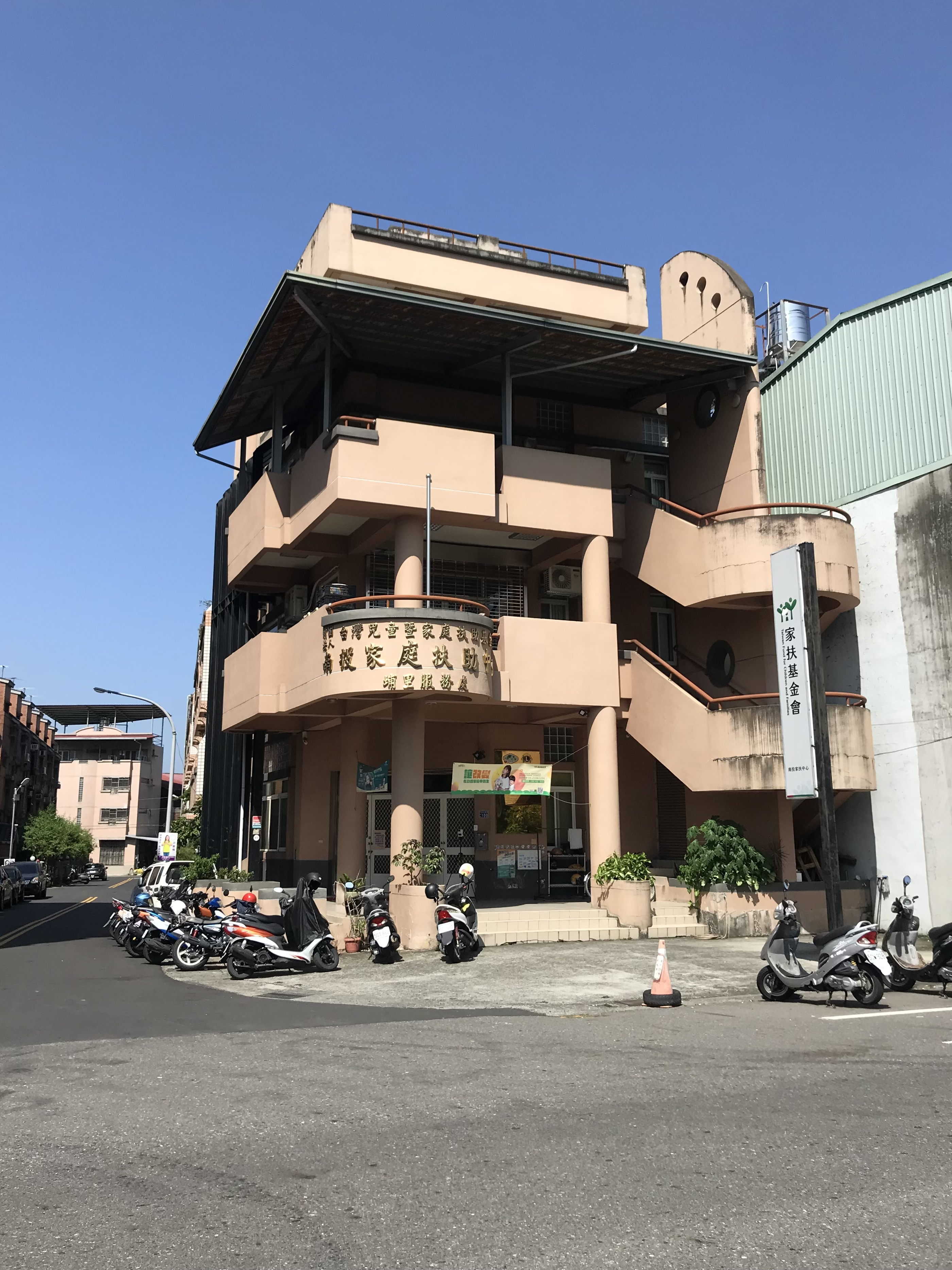
南投家扶中心埔里服務處

在白曉燕命案後，陳綢決心要救投入行為偏差青少年的輔導行列。她曾說好孩子人人愛，壞孩子沒人養就她來養。1998年，台灣兒童暨家庭扶助基金會南投家扶中心接受法院委託，輔導被交付管束的少年，陳綢便志願擔任輔導，還帶還帶著他們到埔里一帶的寺廟行善助人。該年11月2日，表揚好人好事運動協會公布陳綢、曾光信等為好人好事代表。
1999年，陳綢將自己的1100坪土地捐出，再籌資買下緊鄰的400坪地給南投家扶中心建立埔里服務處，於3月20日動工。其建築費用五百多萬元還是由陳綢籌募，9月12日以「陳綢青少年營地」之名落成。該月發生九二一地震，她率領這些青少年去埔里榮民醫院前洗菜、切菜，或為災民搬運和發放物資、打掃環境。當時，陳綢主持的兩間廟及三個子女的房子都倒塌。
陳綢也是神鷹山難搜救隊的一員，接替前縣議長余武龍作理事長。她除為九二一地震賑災款達數千萬元外，又多次深入山區協助災區民眾。次月，擔任神鷹山難梨山分隊中隊長的義子馮興祥在中橫青山段救援時意外身亡，讓她傷心不已。

### 開設陳綢少年家園

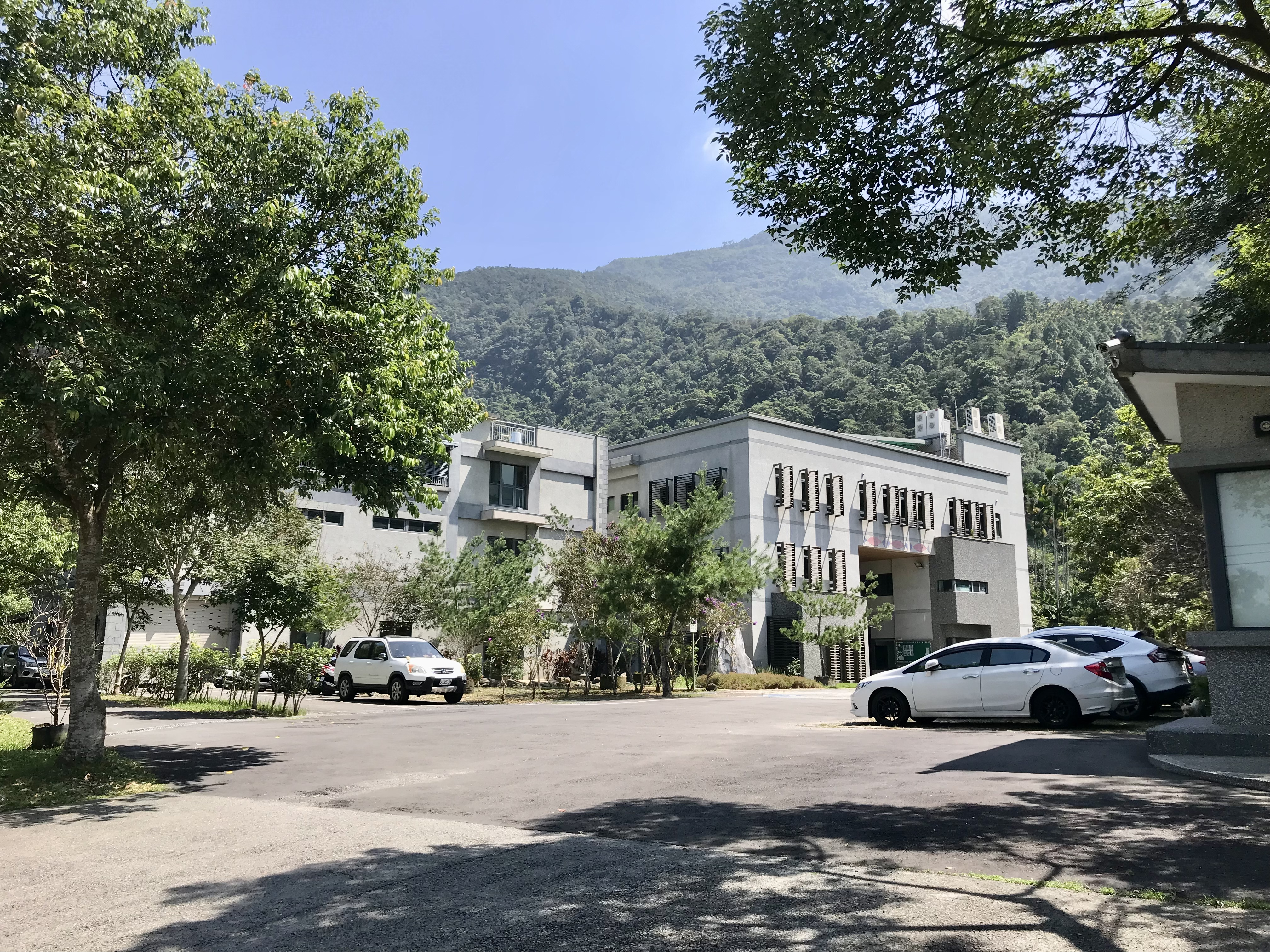
陳綢少年家園

為收容行為偏差青少年，陳綢計畫在埔里地母廟附近找地方。2007年2月8日，陳綢在埔里鎮枇杷里發願籌建的陳綢少年家園動土，內政部兒童局主任秘書陳坤皇、縣長李朝卿、議會主任秘書陳國忠、鎮長馬文君、議員許阿甘、吳國昌、廖志城、周義雄等參與。2011年10月25日，總統馬英九頒贈三等景星勳章給陳綢、連日清、李明濱、嚴長壽、陳文郁。2012年4月15日，花費一億五千多萬元陳綢少年家園落成時，省主席林政則、縣長李朝卿、立委馬文君與林明溱等參與。

### 離世及榮譽
2021年11月4日，陳綢由國立暨南國際大學校長武東星等頒授該校首位教育學名譽博士。
年邁時，挺過上百次癌症化療的陳綢須靠止痛藥才能正常生活，於2022年7月30日上午8時許在家人陪伴下去世。耆壽九十二歲的她生前交代後事不發訃聞、不公祭、一切從簡，以使社會資源用於更需要之處。